# Adesso (Sprachmagazin)
Adesso (dt.: Jetzt) ist ein seit 1994 erscheinendes, italienisch- und deutschsprachiges Sprachmagazin des ZEIT Sprachen Verlags (ehemals Spotlight Verlag). 
Es behandelt aktuelle, italienbezogene Themen aus beispielsweise Politik oder Reisen sowie Übungen für Italienisch-Lernende, Erklärungen schwieriger Wörter und Sammelkarten für Vokabeln, Redewendungen etc. Sämtliche Artikel sind auf Italienisch. Um das Textverständnis zu erleichtern, ist eine Übersetzungshilfe schwieriger oder ungewöhnlicher Vokabeln enthalten. Der Aufbau der Artikel ist sprachpsychologisch gestaltet, um das Erlernen der Fremdsprache zu fördern. 
Die Auflage wird seit dem zweiten Quartal 2020 nicht mehr der IVW gemeldet. Im ersten Quartal 2020 lag die verkaufte Auflage bei 20.938 Exemplaren
| 1998  | 1999  | 2000  | 2001  | 2002  | 2003  | 2004  | 2005  | 2006  | 2007  | 2008  | 2009  | 2010  | 2011  | 2012  | 2013  | 2014  | 2015  | 2016  | 2017  | 2018  | 2019  | 2020 | 2021 | 2022 | 2023 | 2024 |
| ----- | ----- | ----- | ----- | ----- | ----- | ----- | ----- | ----- | ----- | ----- | ----- | ----- | ----- | ----- | ----- | ----- | ----- | ----- | ----- | ----- | ----- | ---- | ---- | ---- | ---- | ---- |
| 25823 | 31067 | 30432 | 30179 | 29731 | 28525 | 29908 | 28857 | 28434 | 27841 | 25866 | 24848 | 24091 | 22851 | 22616 | 21417 | 20572 | 20193 | 19347 | 20996 | 23459 | 20797 |      |      |      |      |      |